# ТЕС Лінген
52°28′50.4″ пн. ш. 7°18′21.8″ сх. д. / 52.480667° пн. ш. 7.306056° сх. д.
ТЕС Лінген — теплова електростанція в Німеччині у федеральній землі Нижня Саксонія, розташована за сотню кілометрів на південний захід від Бремена.
З 1972 по 1975 на площадці ТЕС ввели в експлуатацію три класичні конденсаційні енергоблоки (A, B, C) розраховані на використання природного газу. Перший вивели з експлуатації ще у 1985-му, а два інші модернізували у 2011 році шляхом встановлення нових турбін Rolls Royce. Це дозволило збільшити потужність кожного з 420 до 475 МВт та підвищити паливну ефективність з 41 до 46 %.
В 2010 році станцію доповнили новітнім парогазовим блоком комбінованого циклу потужністю 887 МВт, у складі якого встановили турбіни компанії Alstom: 2 газові GT26B2 по 280 МВт та парову потужністю 326 МВт. Паливна ефективність блоку D становить 59,2 %.
Всі три блоки можуть діяти в режимі ТЕЦ, забезпечуючи постачання пари місцевим індустріальним споживачам.
Для охолодження станція використовує воду із річки Емс (канал Дортмунд — Емс).